# Hathersage
Koordinaten: 53° 20′ N, 1° 39′ W

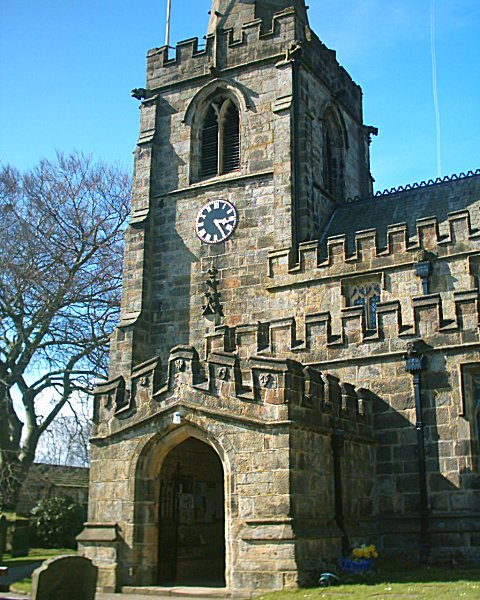
Michaelskirche in Hathersage

Hathersage ist ein Dorf im Distrikt Derbyshire Dales in der Grafschaft Derbyshire, England. Es liegt am Ostufer des Flusses Derwent, etwa fünfzehn Kilometer westlich von Sheffield.
In der Stadt gibt es eine Station der Bahnlinie Sheffield-Manchester, eine Jugendherberge und eine mittelalterliche Kirche. Laut einer Sage wurde Little John auf dem Friedhof begraben.